# Prosenik Gubaševski
Prosenik Gubaševski est un village de la municipalité de Zabok (comitat de Krapina-Zagorje) en Croatie. Au recensement de 2011, le village comptait 155 habitants.